# Сир
Сир (фр. sire, англ. sire) — форма обращения к монарху в Британии и Бельгии. Соответствует русскому Ваше Величество, Государь. Ранее также употреблялось в Англии, Франции, Италии, Германии и Испании. Исторически обращение сир имело более широкое использование. На протяжении средних веков сир обычно использовалось в обращении к своему сеньору, либо просто к человеку, стоящему выше на феодальной лестнице.